# 中美擬鱷龜
中美擬鱷龜（學名：Chelydra rossignonii），又名墨西哥擬鱷龜，是鱷龜科鱷龜屬的物種，也是中美洲和墨西哥的特有種。

## 分類
該物種最初被認為是北美擬鱷龜（Chelydra serpentina）的亞種，但後來根據基因和頭骨形態認定其為獨立物種。目前該物種尚無已知亞種。

## 特徵
中美擬鱷龜有一個大型頭部及長尾巴，尖尖的鼻子和一個粗糙的背甲。龜殼長約40cm，有三個容易看到的脊突。甲殼有不同的顏色，如棕色到橄欖色到黑色，而腹甲可以是奶油色到黃色或棕褐色到灰色。牠們的殼有時也有藻類生長，這有助於偽裝。成龜的皮膚都是灰色或黑色的，而幼龜的皮膚上有白色斑點。

## 分佈和棲息地
中美擬鱷龜分布於伯利茲、洪都拉斯、危地馬拉和墨西哥，主要棲息於緩慢流動植物茂盛的水域。

## 生態和行為
中美擬鱷龜是獨居和夜行性，除產卵和曬太陽外很少上岸。牠們是偏肉食性的雜食動物，主食是魚、甲殼動物、青蛙、也吃一些果實和腐肉。牠們的咀有6根鬚，用來誘捕獵物 。

## 保育
在過去的30年裡，中美擬鱷龜數目下降30%。牠受到棲息地喪失和過度捕食和寵物貿易的威脅。雖然牠在墨西哥和危地馬拉受到法律的保護，但這些法律沒有得到有效的執行，現在已經建立了一個圈養繁殖計劃，以支持該物種。

## 辭源
該物種的種小名「rossignonii」得名自法國出生的咖啡栽培者Jules Rossignon。

### 書目
- Rhodin, Anders G.J.; van Dijk, Peter Paul; Iverson, John B.; Shaffer, H. Bradley; Roger, Bour.  (PDF). 2010-12-14  [2010-12-15]. （原始内容 (PDF)存档于2010-12-15）.
- Fritz, Uwe; Havaš, Peter.  (PDF). 2007-10-31  [2010-12-29]. （原始内容 (PDF)存档于2010-12-29）.

## 延伸閱讀
- Bocourt MF（英语：Marie Firmin Bocourt） (1868). "Description de quelques chéloniens nouveaux appartenant a la faune Mexicaine ". Annales des Sciences Naturelles, Zoologie et Paléontologie, Paris, Cinquième Série [5th Series] 10: 121-122. (Emysaurus rossignonii, new species, pp. 121-122). (in French).